# Kabupaten Padang Lawas Utara
Kabupaten Padang Lawas Utara (engelska: North Padang Lawas Regency) är ett kabupaten i Indonesien.   Det ligger i provinsen Sumatera Utara, i den västra delen av landet, 1 200 km nordväst om huvudstaden Jakarta. Antalet invånare är 241 966.